# ペサ120Na
120Naは、ポーランドの鉄道車両メーカーであるペサ（PESA）が製造する超低床路面電車。"Swing"の愛称を持つ。この項目では、関連する他形式についても記す。

## 概要
2006年にワルシャワ市電向けに製造が行われた120N "トラミカス"を基に設計された車両。2010年6月1日に最初の編成がワルシャワ市電で営業運転を開始して以降、ポーランド各地の都市のみならず、ルーマニア、ロシア連邦、ハンガリー、ブルガリアなど世界各地の路面電車に導入されている。
車体は車椅子の移動に適した100％超低床構造で、欧州の鉄道車両安全規格であるEN-15527に適した設計となっている。また台車部分には騒音を抑えるためにカバーが設置されているが、初期車は強度不足が原因で積雪時に破損が相次いだため、以降の増備車では強度を増やしたカバーに置き換えられ、初期車についても交換が行われた。

## 車種
導入された都市の需要や路線条件に合わせ、主に以下の形式の製造が行われている。
- 120Na - 基本形式。5車体連接車、片運転台。ポーランドの各都市や ルーマニア・クルジュ＝ナポカ市電に導入されている。
- 120NaDuo - 5車体連接車、両運転台。 ポーランド・ワルシャワ市電に導入されている。
- 120NaS - 5車体連接車、片運転台。全長が120Naよりも長く、着席定員が増加している[6]。 ポーランド・シュチェチン市電、 ブルガリア・ソフィア市電に導入されている。
- 120Nb - 5車体連接車、片運転台。車体の形状が120Naと異なり、裾が絞られていない[7]。 ハンガリー・セゲド市電に導入されている。
- 121NaK - 3車体連接車、片運転台。メーターゲージ（1000mm）に対応。 ロシア・カリーニングラード市電に導入されている。
- 122NbT - 3車体・5車体連接車、片運転台。120Nbと同様の車体を有しているが、前面形状が異なる。 ポーランド・トルン市電に導入されている。
- 122NbTDuo - 5車体連接車、両運転台。120NbTの両運転台バージョン。 ポーランド・トルン市電に導入されている。

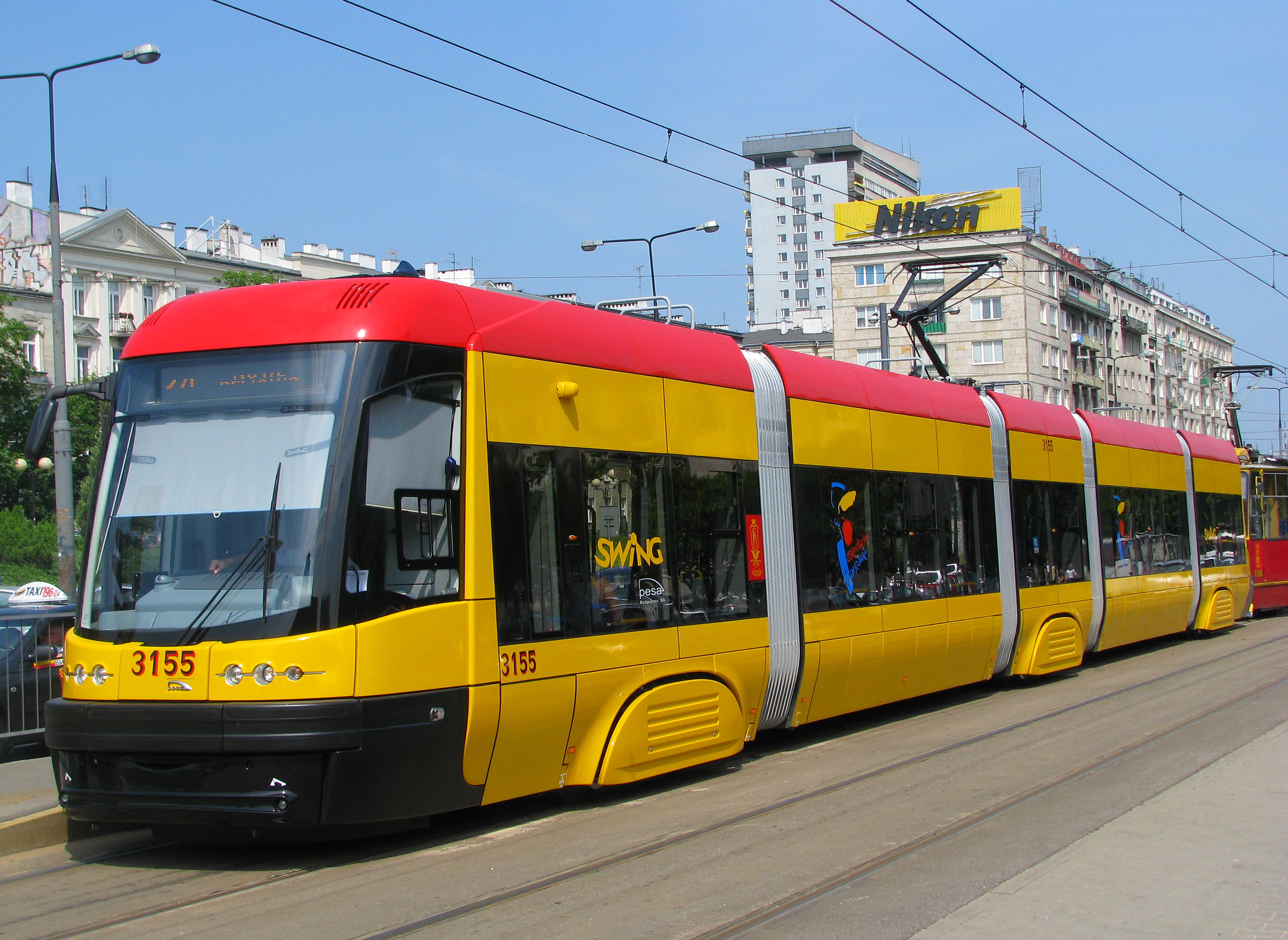
120Na（ポーランド：ワルシャワ）
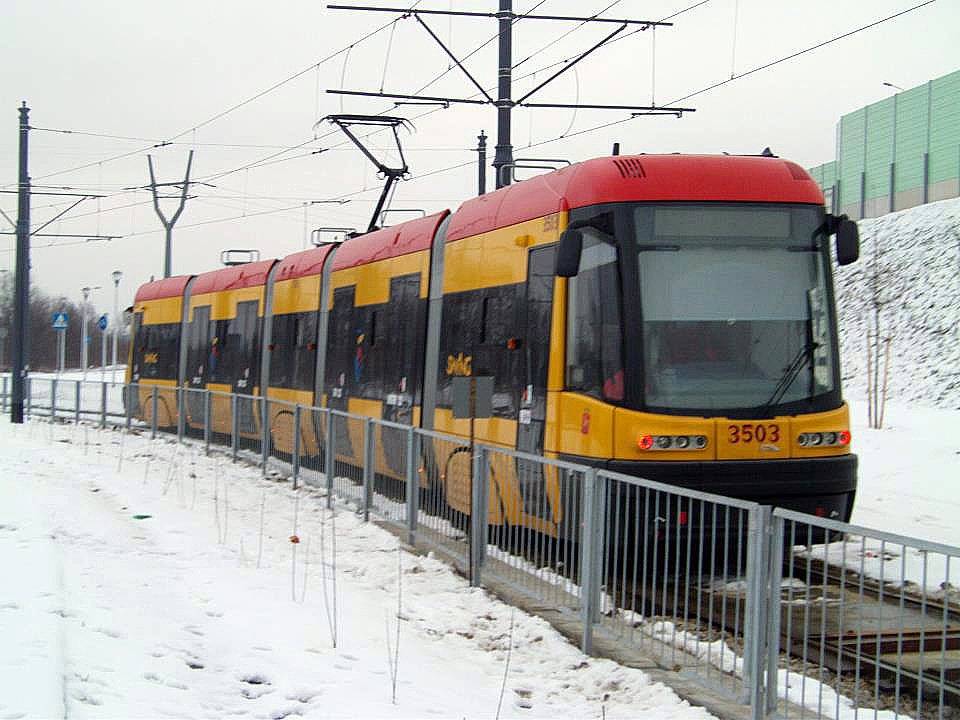
120NaDuo（ポーランド：ワルシャワ）
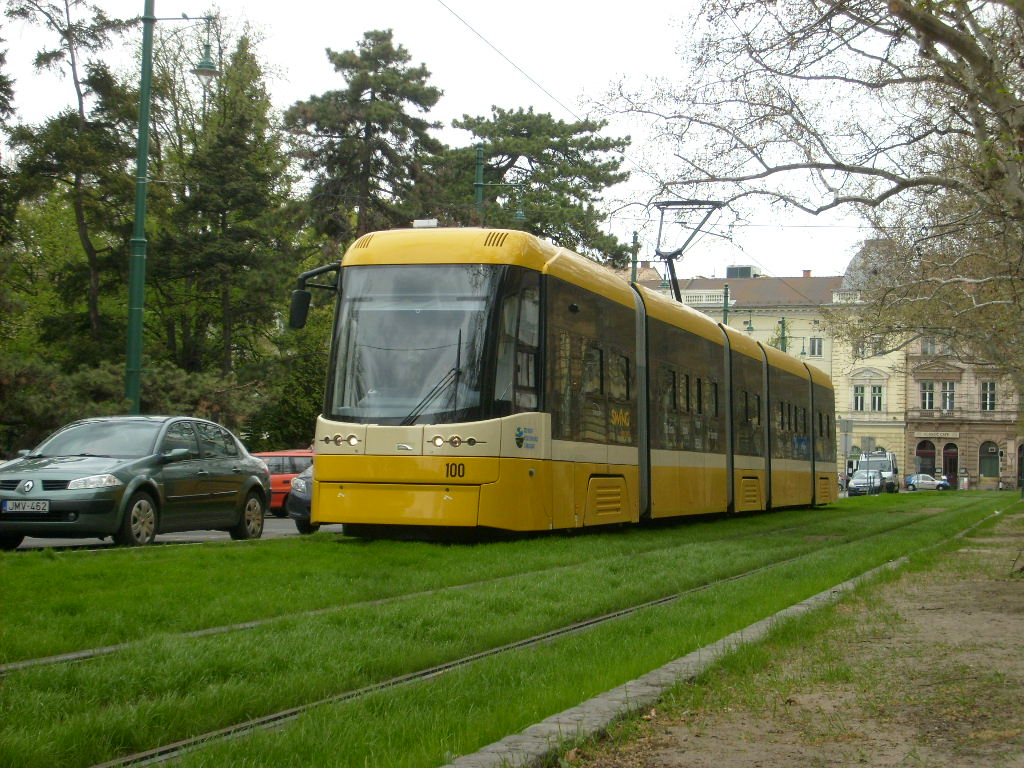
120Nb（ハンガリー：セゲド）
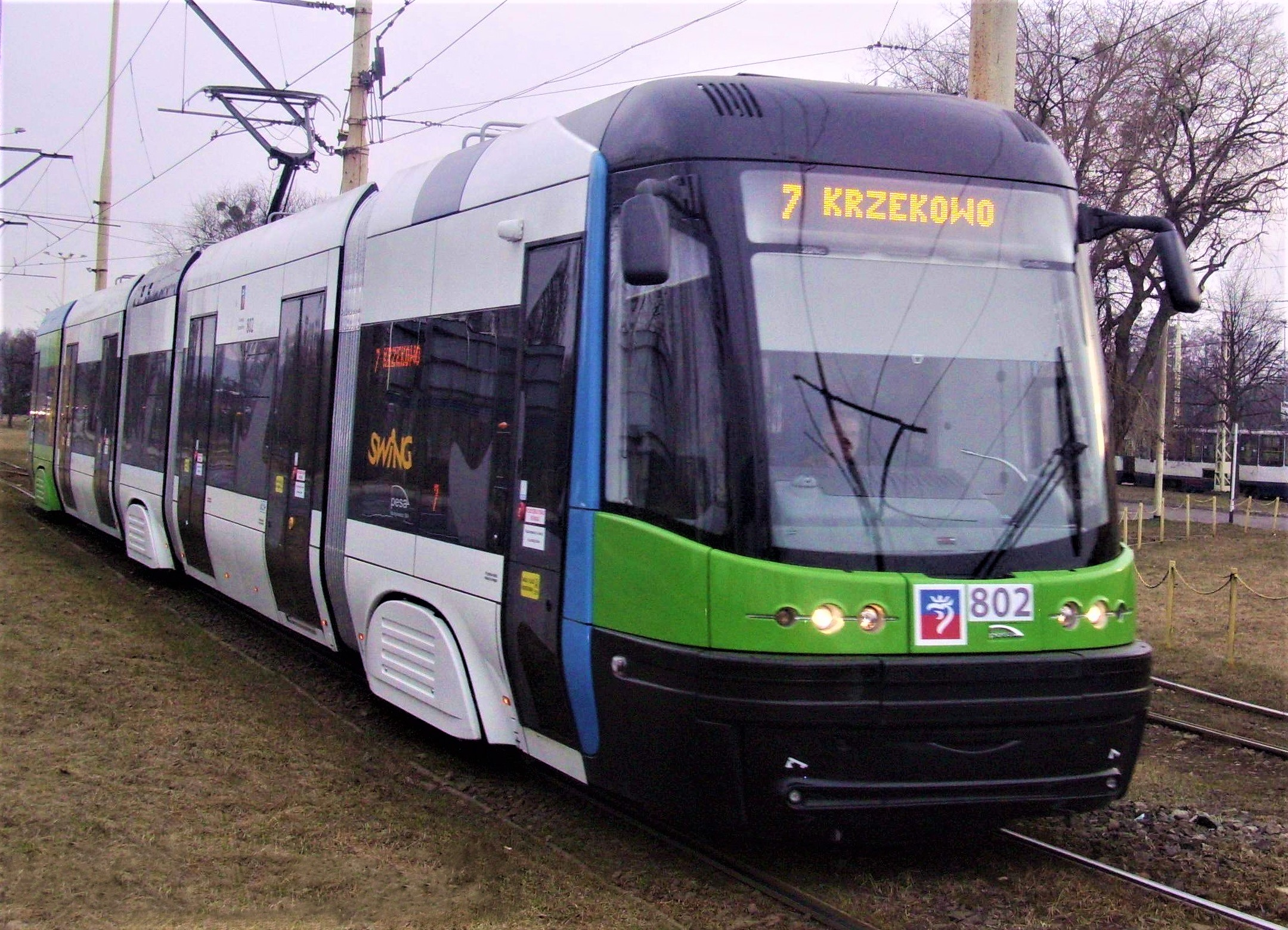
120NaS（ポーランド：シュチェチン）
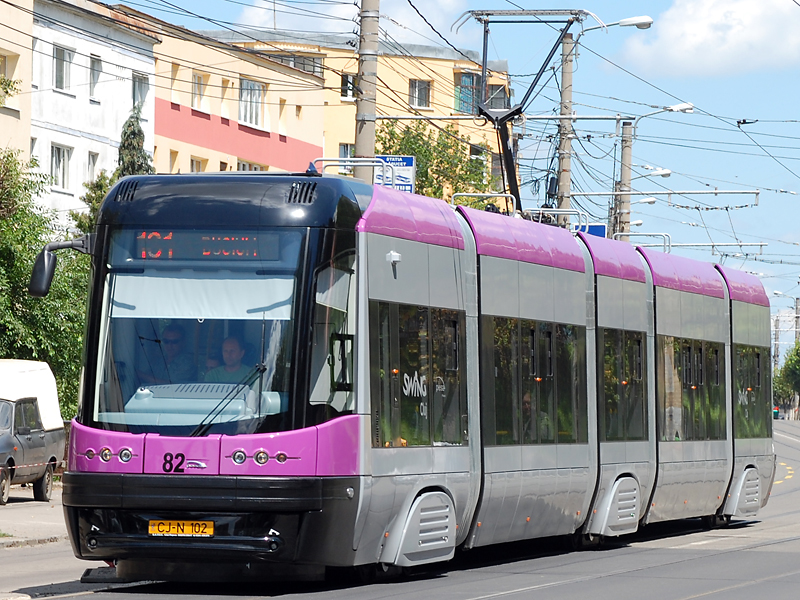
120NaR（ルーマニア：クルジュ＝ナポカ）
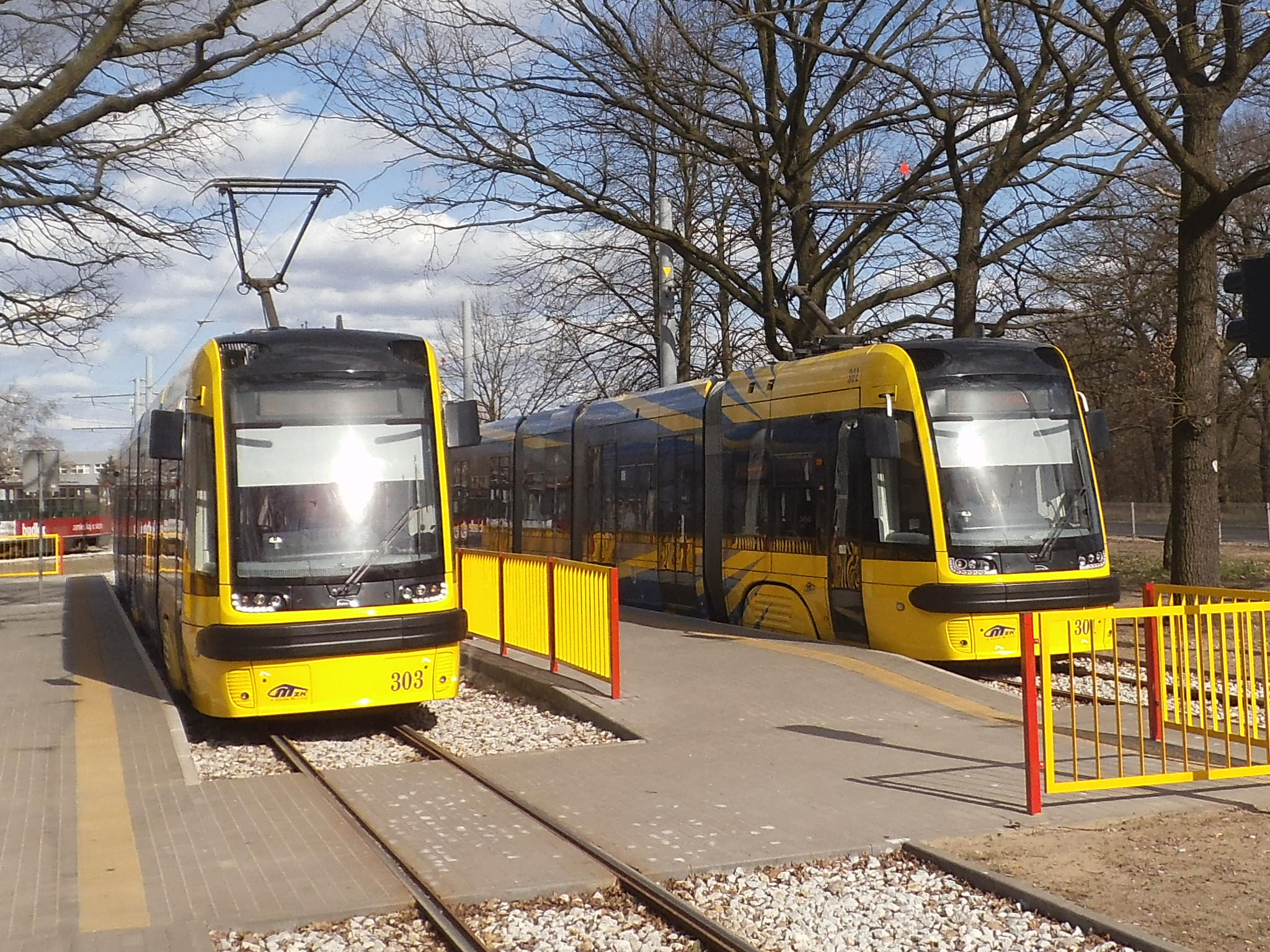
122NbT（ポーランド：トルン）
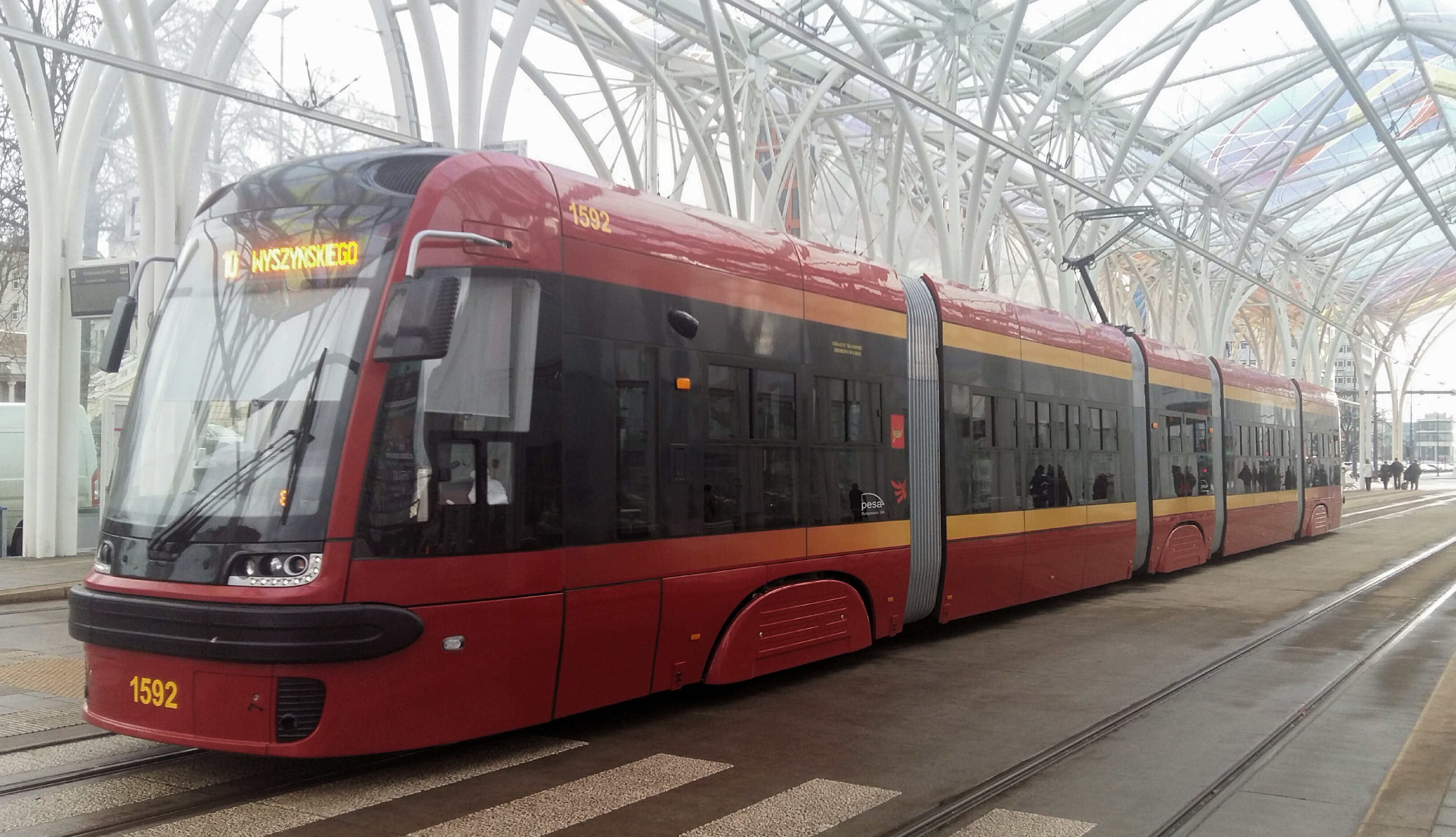
122NaL（ポーランド：ウッチ）
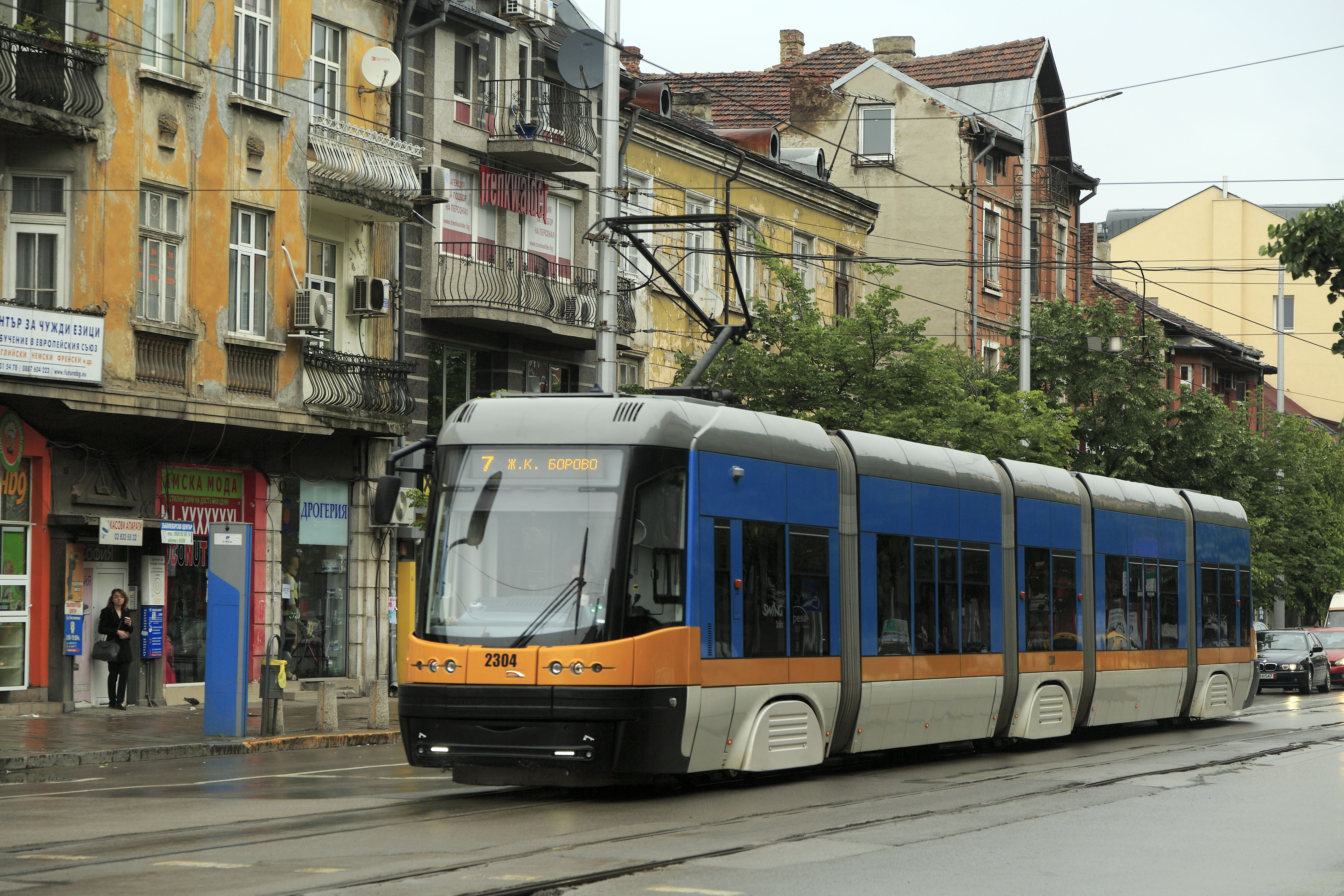
122NaSF（ブルガリア：ソフィア）